# اولنا هوورووا
اولنا هوورووا (اوکراینی: Олена Іванівна Говорова؛ زادهٔ ۱۸ سپتامبر ۱۹۷۳) ورزشکار دو و میدانی اهل اوکراین است.